# Nephthea galbuloides
Nephthea galbuloides is een zachte koraalsoort uit de familie Nephtheidae. De koraalsoort komt uit het geslacht Nephthea. Nephthea galbuloides werd in 1973 voor het eerst wetenschappelijk beschreven door Verseveldt. 